# Secondina Cesano
Secondina Lorenza Cesano  (Fossano,16 février 1879 – Rome, 13 août 1973) est une universitaire et une numismate italienne, spécialiste des monnaies de l'Italie antique, et en particulier des Étrusques.

## Biographie
Secondina Lorenza Cesano a été une chercheuse et scientifique, professeur universitaire de numismatique à l'Università degli studi di Roma, secrétaire de l'Istituto italiano di numismatica et collaboratrice de l'Encyclopédie Treccani.
Secondina Cassano fit ses études universitaires à Rome et obtint la Laurea avec Ettore De Ruggiero.
En 1902 elle remporta le concours et entra au Musée national romain où elle fut occupée à inventorier les pièces numismatiques provenant des travaux des nouveaux quartiers de Rome et des travaux afin de construire les muraglioni sur le Tibre.
En 1907 elle obtint l'habilitation de numismatique à l'Université de Rome « La Sapienza ». En 1912 lors de la fondation de  l'Istituto italiano di numismatica, elle fut élue au comité de direction. Elle continua ses travaux au médaillier du Musée national romain et elle réussit à récupérer, pour le musée, la collection d'Edoardo Martinori ainsi que les monnaies provenant du Museo Kircheriano.
Après la Première Guerre mondiale elle reprit l'enseignement à la Sapienza avant de la quitter en 1919 pour raison de santé. En 1920 elle a été nommée secrétaire de l'Istituto italiano di numismatica. Elle reprit l'enseignement jusqu'en 1950.
Secondina Cesano effectua un travail fondamental dans la description détaillée des trésors et trouvailles monétaires en Italie dans la première moitié du XXe siècle. Dans le catalogue de l'American Numismatic Society, elle est citée plus de 70 fois tandis que dans celui de l'Opac une cinquantaine de fois.
Francesco Panvini Rosati a été l'un de ses élèves.

## Monnaies étrusques
En 1926, Secondina Cesano a organisé et daté les séries selon des probabilités historiques, aux guerres contre les Gaulois et les Romains du Ve au IIIe siècle av. J.-C.

## Ouvrages
- Tipi monetali etruschi, Sansiani, Rome, 1926.
- Numismatica Augustea, Rome, 1938.

## Crédit d'auteurs
- (it) Cet article est partiellement ou en totalité issu de l’article de Wikipédia en italien intitulé « Secondina Cesano » (voir la liste des auteurs).